# アピトン
アピトン（フィリピン名: apitong）は、東南アジア一帯に分布するフタバガキ科フタバガキ属（Dipterocarpus）の広葉樹の総称である。別名としてマレー語やインドネシア語ではクルイン（Keruing）、インドやスリランカでは gurjun、ビルマ語では ကညင် /kəɲɪ̀ɰ̃/ カニン、タイ語では ยาง /jāːŋ/ ヤーン、クメール語では ឈើទាល チューティアル、ベトナム語では dầu と呼ぶが、ことさら重硬な種は別の呼称を持っている場合がある。本項目ではフタバガキ属の樹木から得られる材の性質に焦点を当てることとする。

## 材質
日本には同じフタバガキ科のラワン・メランチ類に次ぎ大量に、主にフィリピン、インドネシアから南洋材の一つとして輸入されてきた。散孔材で心材は暗赤褐色、木利は通直で、材はラワンより重厚である。用途はフローリング材、トラックや貨車などの床板材などに利用されている。
気乾比重0.65-0.85とやや重硬で多くは沈木、シリカを含み、心割れを生じやすい。耐久性は樹種により差があり、抗虫性大。重構造、船舶、車両、埠頭、橋梁、建築、床板、実用家具、合板に用いられる。ただ材面からヤニが出やすく、実のところ家具には適さない。